# Turmi

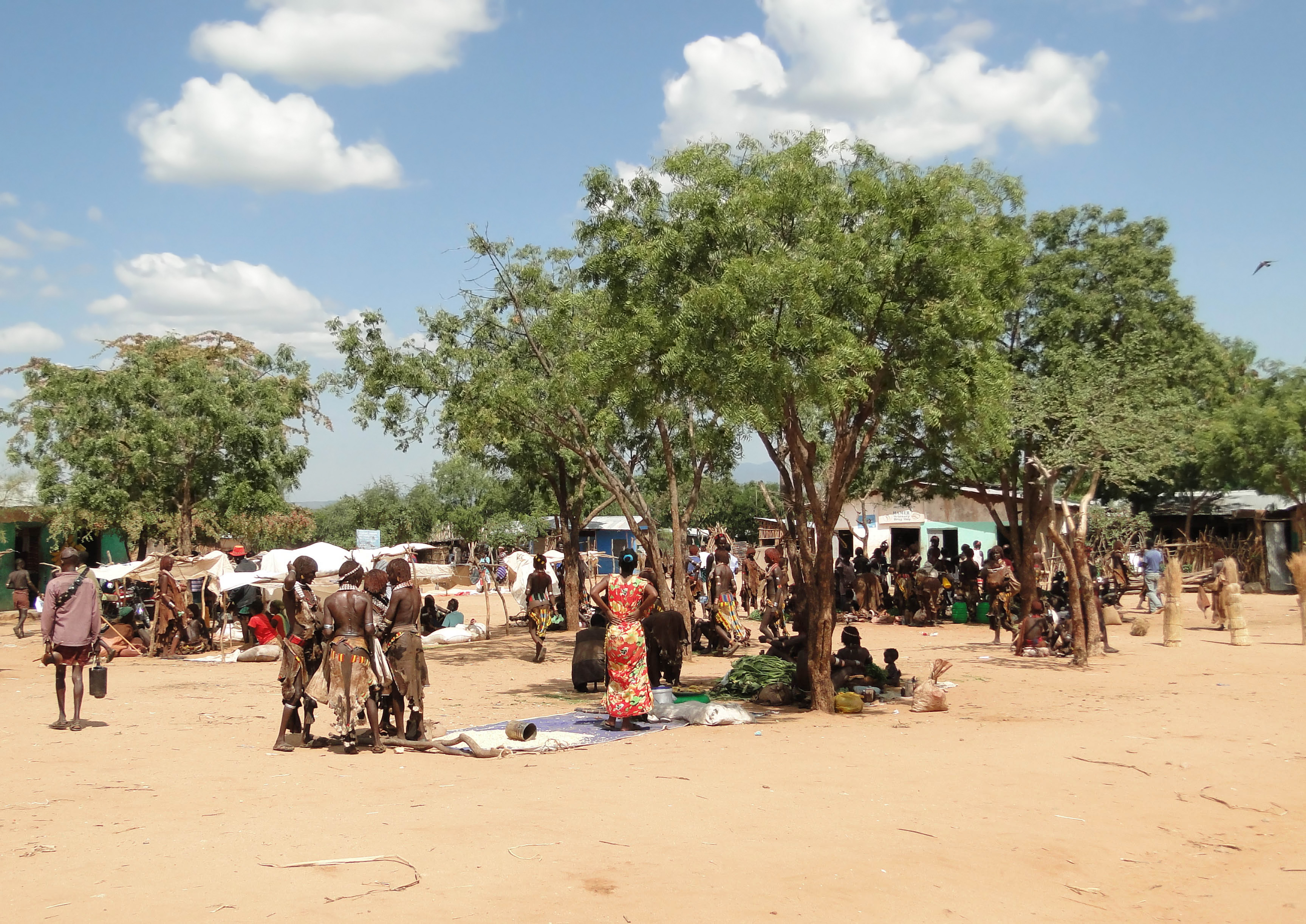
Marktplatz von Turmi (2012)

Turmi ist eine Ortschaft in der Woreda Hamer Bena in der Debub-Omo-Zone (Süd-Omo) in der Region der südlichen Nationen, Nationalitäten und Völker im Süden Äthiopiens. Es ist neben Dimeka die größte Siedlung im Land der ethnischen Gruppe der Hamar und verfügt über einen wöchentlichen Markt, der von lokalen Händlern wie auch von Touristen besucht wird. Von Turmi führen drei Straßen nach Dimeka, nach Arbore und nach Omorate.
2005 hatte Turmi nach Angaben der Zentralen Statistikagentur Äthiopiens 1.087 Einwohner. Laut Volkszählung von 1994 waren von 600 Einwohnern 200 Amharen, 75 Hamar, 73 Gofa, 59 Gamo, 57 Oromo, 50 Konso, 25 Wolaytta und 61 Angehörige anderer ethnischer Gruppen. 316 sprachen Amharisch als Muttersprache, 66 Hamar, 43 Oromo, 40 Konso, 39 Gamo, 39 Gofa, 14 Wolaytta und 43 andere Sprachen.
Vom 27. bis zum 31. Januar 2005 trafen sich in Turmi Angehörige von Hirtenvölkern aus 23 Ländern auf vier Kontinenten, um über gemeinsame Probleme zu sprechen und mögliche Strategien zur Bewahrung ihrer Lebensweise zu entwickeln.